# Collection Nahmad
La collection Nahmad est une collection privée d'art moderne et contemporain constituée par l'homme d'affaires David Nahmad et sa famille syrienne. Il s'agit de l'une des plus importantes collections privées du monde.

## Quelques œuvres notables

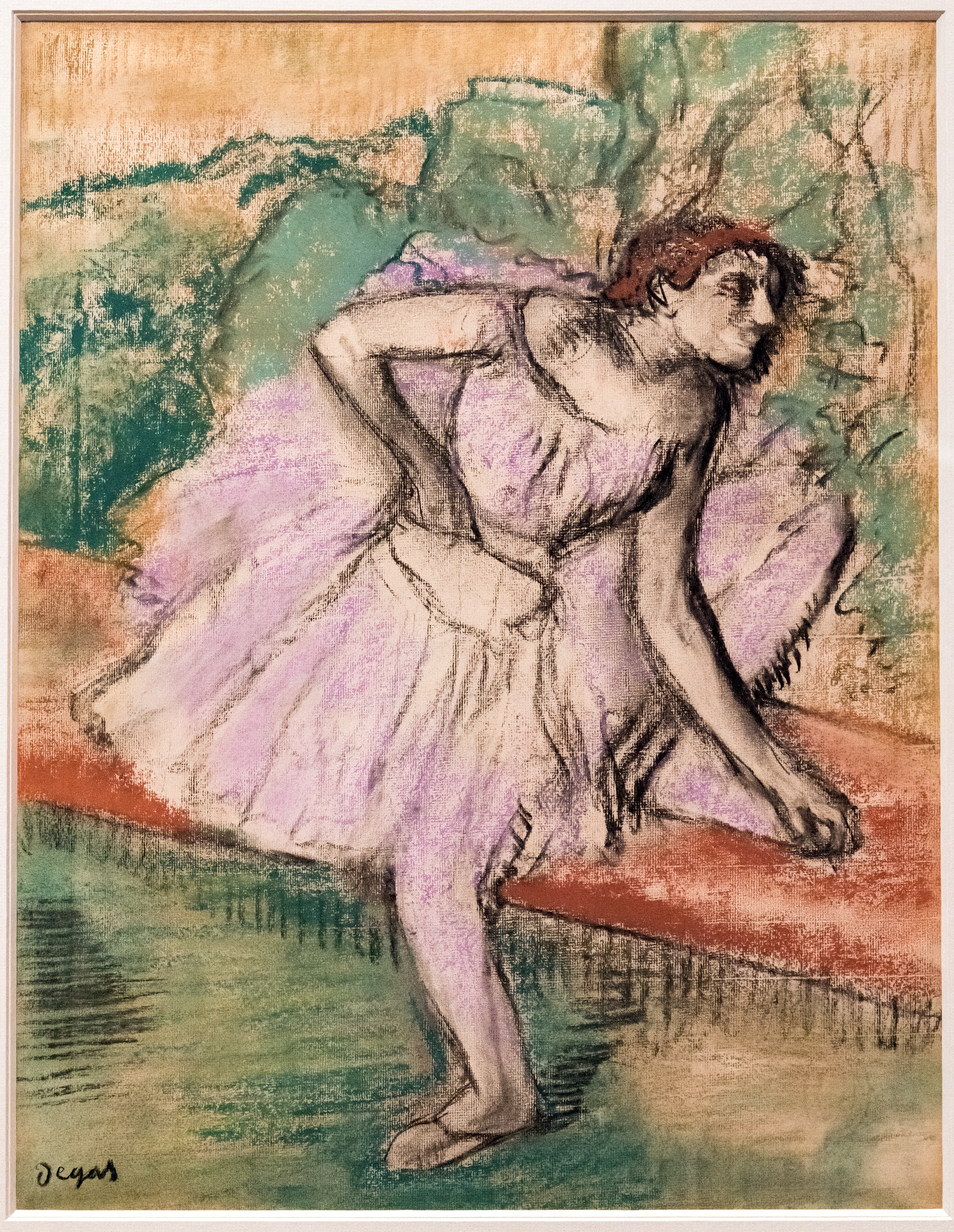
Danseuse violette, Edgar Degas, 1895-1898

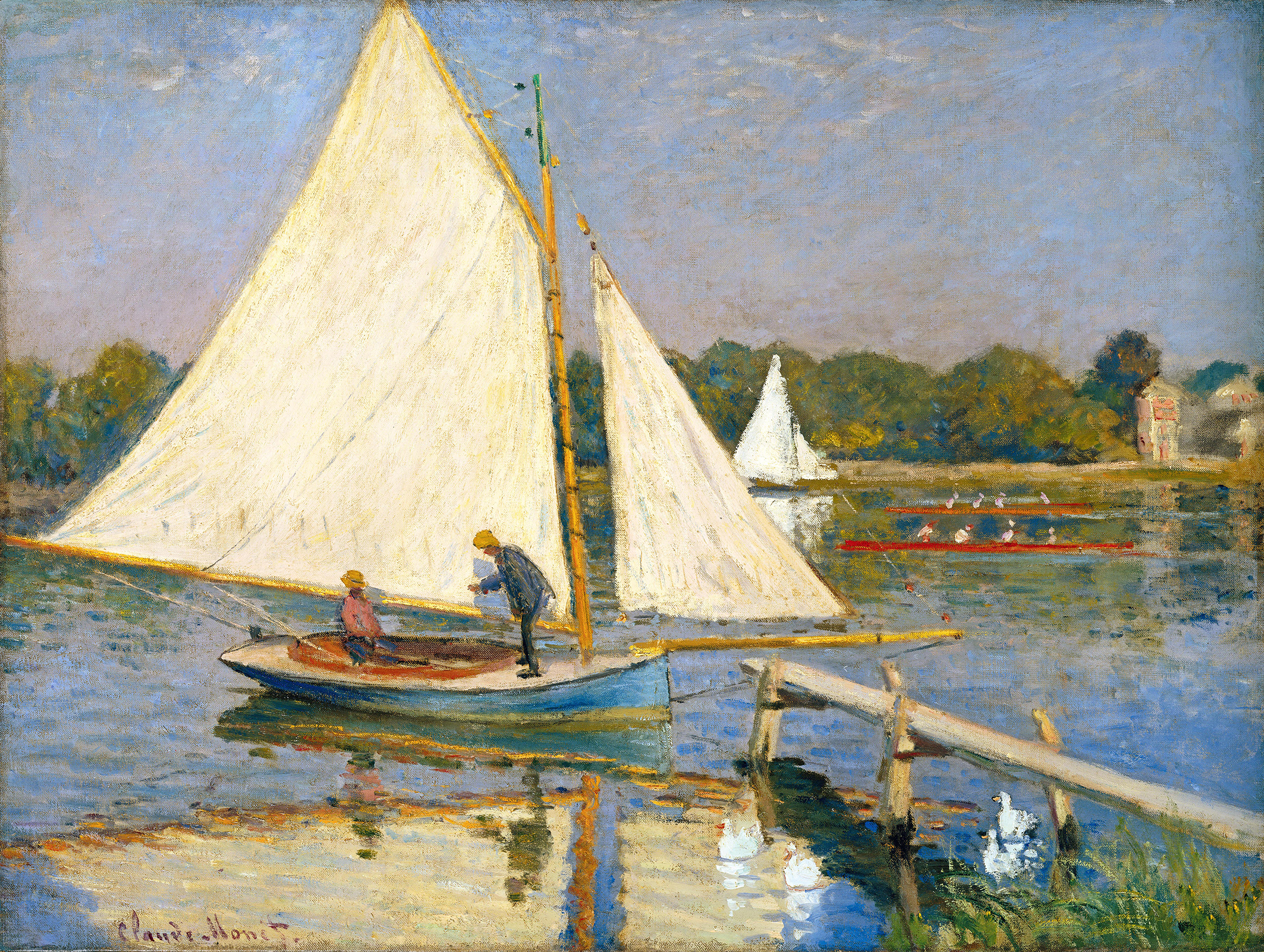
Canotiers à Argenteuil, Claude Monet, 1874

- Edgar Degas,  Danseuse violette,1895-1898, pastel et fusain sur papier[2].
- René Magritte, Cinéma bleu, 1925.
- Henri Matisse, Nu au peignoir, 1933-1934.
- Henri Matisse, Portrait au manteau bleu, 1935.
- Joan Miró, Peinture (Tête), 1927.
- Amedeo Modigliani, Jeune Fille au corsage rayé, 1917.
- Amedeo Modigliani, La Belle Droguiste, 1918.
- Amedeo Modigliani, Homme assis (appuyé sur une canne), 1918.

- Claude Monet, Canotiers à Argenteuil (W 324), 1874, huile sur toile[3]. Canotiers à Argenteuil, Claude Monet, 1874

## A lire
- Matisse in the Nahmad Collection, exposition au Musée Matisse